# Anoectangium fuscum
Anoectangium fuscum är en bladmossart som beskrevs av Negri 1908. Anoectangium fuscum ingår i släktet Anoectangium och familjen Pottiaceae. Inga underarter finns listade i Catalogue of Life.